# Савинов, Геннадий Александрович
Геннадий Александрович Савинов (род. 10 апреля 1947, село Малая Копышовка, в Карсунском районе, Ульяновская область — российский государственный и политический деятель. Представитель Правительства Ульяновской области в Совете Федерации от органов исполнительной власти с 2011 по 2016 год.

## Биография
Геннадий Александрович Савинов родился 10 апреля 1947 года в селе Малая Копышовка Карсунского района Ульяновской области.
В 1962 году после окончания восьми классов Г. А. Савинов начал работать сперва разнорабочим в совхозе «Уренский», затем учеником слесаря на текстильном комбинате им. Калинина в посёлке Языково.
В 1969 году получил диплом Ульяновского педагогического института по специальности «учитель физики средней школы».
С 1969 по 1971 год проходил военную службу в Советской армии.
С 1973 года занимал должность секретаря комитета комсомола Ульяновского завода тяжёлых и уникальных станков.
В 1976 году занял должность первого секретаря Засвияжского райкома.
C 1977 года стал первым секретарём Ульяновского государственного комитета ВЛКСМ, секретарём партийного комитета Ульяновского завода тяжёлых и уникальных станков.
В 1982 году окончил Куйбышевский плановый институт по специальности «экономист».
С 1984 года занял должность секретаря Ульяновского городского комитета КПСС.
В 1984 году стал инструктором ЦК КПСС.
В 1986 году переезжает в Москву.
В 1986 году награждён орденом Дружбы народов.
C 1987 года стал первым заместителем Председателя Правления детского фонда им. В. И. Ленина.
С 1988 года занимал должность руководителя Комитета по делам семьи и демографической политики.
В 1992 году занял пост руководителя представительства администрации Ульяновской области, где также был заместителем главы администрации области.
C 1997 года являлся председателем Правления областного общественного объединения «Ульяновское землячество».
В период с 2004 по 2008 год занимал должность помощника сенатора от Ульяновской области В. А. Сычёва.
C 2010 по 2011 год был заместителем руководителя Представительства Ульяновской области при Правительстве РФ.
14 апреля 2011 года занял пост сенатора Совета Федерации от исполнительного органа государственной власти Ульяновской области. В Совете Федерации Являлся членом Комитета по науке, образованию, культуре и информационной политике.
На позиции сенатора Совета Федерации являлся инициатором пяти законопроектов.
В 2017 вновь году занял пост председателя Ульяновского землячества в городе Москве.
Женат.

## Награды
- Орден Дружбы народов (1986).
- Почётная грамота Правительства Российской Федерации (8 апреля 1997) — за вклад в социально-экономическое развитие Ульяновской области и многолетний добросовестный труд